# لويس سميث (لاعب كرة قاعدة)
لويس سميث (بالإنجليزية: Lewis Smith)‏ هو لاعب كرة قاعدة أمريكي، (ولد في بالتيمور في الولايات المتحدة 1858  م).

## وصلات خارجية
- لويس سميث على موقعبيزبول رفرنس.كوم (الدوري الرئيسي) (الإنجليزية)